# Sheanon Williams
Sheanon Antoine Williams, né le 17 mars 1990 à Boston, est un joueur américain de soccer. Il évolue au poste de défenseur.

## Carrière
Sheanon Williams rejoint le Dynamo de Houston en juillet 2015.

## Statistiques
| Saison                | Club                      | Championnat           | Championnat | Championnat | Coupe(s) nationale(s) | Coupe(s) nationale(s) | Compétition(s) continentale(s) | Compétition(s) continentale(s) | Compétition(s) continentale(s) | Séries | Séries | Total | Total |
| Saison                | Club                      | Division              | M.          | B.          | M.                    | B.                    | Comp.                          | M.                             | B.                             | M.     | B.     | M.    | B.    |
| 2010                  | Harrisburg City Islanders | USL Pro               | 19          | 3           | 3                     | 0                     | -                              | -                              | -                              | 0      | 0      | 22    | 3     |
| Sous-total            | Sous-total                | Sous-total            | 19          | 3           | 3                     | 0                     | -                              | -                              | -                              | 0      | 0      | 22    | 3     |
| 2010                  | Philadelphia Union        | MLS                   | 8           | 0           | 0                     | 0                     | -                              | -                              | -                              | -      | -      | 8     | 0     |
| 2011                  | Philadelphia Union        | MLS                   | 32          | 1           | 1                     | 0                     | -                              | -                              | -                              | 2      | 0      | 35    | 1     |
| 2012                  | Philadelphia Union        | MLS                   | 28          | 1           | 2                     | 0                     | -                              | -                              | -                              | -      | -      | 30    | 1     |
| 2013                  | Philadelphia Union        | MLS                   | 32          | 2           | 2                     | 0                     | -                              | -                              | -                              | -      | -      | 34    | 2     |
| 2014                  | Philadelphia Union        | MLS                   | 24          | 3           | 5                     | 0                     | -                              | -                              | -                              | -      | -      | 29    | 3     |
| 2015                  | Philadelphia Union        | MLS                   | 17          | 0           | 2                     | 0                     | -                              | -                              | -                              | -      | -      | 19    | 0     |
| Sous-total            | Sous-total                | Sous-total            | 141         | 7           | 12                    | 0                     | -                              | -                              | -                              | 2      | 0      | 155   | 7     |
| 2015                  | Houston Dynamo            | MLS                   | 14          | 0           | 0                     | 0                     | -                              | -                              | -                              | -      | -      | 14    | 0     |
| 2016                  | Houston Dynamo            | MLS                   | 22          | 0           | 2                     | 0                     | -                              | -                              | -                              | -      | -      | 24    | 0     |
| Sous-total            | Sous-total                | Sous-total            | 36          | 0           | 2                     | 0                     | -                              | -                              | -                              | -      | -      | 38    | 0     |
| 2017                  | Vancouver Whitecaps       | MLS                   | 15          | 0           | 0                     | 0                     | LCC                            | 3                              | 0                              | 0      | 0      | 18    | 0     |
| Sous-total            | Sous-total                | Sous-total            | 15          | 0           | 0                     | 0                     | -                              | 3                              | 0                              | 0      | 0      | 18    | 0     |
| 2018                  | LA Galaxy                 | MLS                   | 8           | 0           | 0                     | 0                     | -                              | -                              | -                              | -      | -      | 8     | 0     |
| Sous-total            | Sous-total                | Sous-total            | 8           | 0           | 0                     | 0                     | -                              | -                              | -                              | -      | -      | 8     | 0     |
| Total sur la carrière | Total sur la carrière     | Total sur la carrière | 219         | 10          | 17                    | 0                     | -                              | 3                              | 0                              | 2      | 0      | 241   | 10    |